# Basilica di Santa Maria della Vittoria
La basilica di Santa Maria della Vittoria è la chiesa madre di San Vito dei Normanni.

## Storia
La chiesa è stata eretta a Santa Maria della Vittoria successivamente alla battaglia di Lepanto del 1571, alla quale partecipò un manipolo di sanvitesi tornati incolumi in patria: il ritorno dei sanvitesi tutti quanti in vita affrettò i lavori già avviati da circa un mese (erano già state create le fondamenta), come ci dimostra l'atto notarile di stipula del contratto datato il 29 agosto 1571. Precisiamo, infatti, che inizialmente questa chiesa doveva essere dedicata al Santo Patrono ma, l'entusiasmo per non aver avuto caduti in questa battaglia modificò il progetto originale e si decise così di dedicare questa costruzione alla Vergine Santa in quanto protettrice della città di Venezia.
Terminati i lavori, la chiesa fu aperta al culto nel 1595 sostituendo la vecchia chiesa Matrice, ancora oggi chiamata “Chiesa Vecchia”
L'edificio, che richiama i motivi cinquecenteschi, è stato poi ampiamente modificato nel corso del XVIII secolo.
Il 26 ottobre 1996, papa Giovanni Paolo II, nel corso di un'udienza speciale all'arcidiocesi di Brindisi-Ostuni, ha incoronato solennemente l'icona della Madre di Dio Nicopeia.
Il 30 dicembre 1998, sempre papa Giovanni Paolo II ha proclamato la chiesa di Santa Maria della Vittoria basilica minore.

## Struttura
La struttura della basilica presenta un impianto a croce latina con tre navate, transetto e un profondo presbiterio. Nota per la sua straordinaria imponenza, la sua struttura è parzialmente visibile ancora oggi dalla periferia del centro abitato: il contrasto del colore ocra del suo rivestimento in pietra arenaria dona una suggestiva visuale specialmente nelle ore pomeridiane, in cui la luce calda del sole rende dorata la pietra che la riveste.
La facciata, inoltre, è stata restaurata nella seconda metà del Settecento, mentre è rimasta inalterata la sobria ed elegante struttura cinquecentesca, come è possibile riscontrare nella parte posteriore, nella cornice del perimetro e nelle monofore del transetto, successivamente murate per la realizzazione di altre due più grandi.
L'accesso alla basilica è possibile attraverso due portali bronzei realizzati negli anni ‘90 dallo scultore Ernesto Lamagna, il primo ingresso, è situato sulla facciata, il secondo, “la Porta Santa” è di ridotte dimensioni ed è situato sul lato nord. Quest'ultima è stata aperta nell'ottobre 1995 in occasione delle celebrazioni per il quarto centenario della chiesa, dando inizio all'Anno Santo giubilare della Chiesa, occasione per presentare anche il nuovo Altare in legno, opera, insieme a tutto l'arredo del presbiterio, di Flavio Pancheri.
Sul lato nord, oltre alla "Porta Santa" è anche presente il monumento dei caduti della prima e della seconda guerra mondiale.
Singolare ed alquanto enigmatico è il campanile (4 piani e di base quadrata) rimasto incompiuto. Non è chiaro il motivo per il quale non si siano terminati i lavori di questo campanile e neppure esistono fonti scritte in grado di affermare cosa abbia determinato questa importante decisione. Nonostante, come sappiamo, nel XVI secolo siano stati fatti importanti restauri alla struttura, il campanile, a differenza della facciata, non ha subito alcun cambiamento strutturali. Molto interessante è la grande pietra di forma rettangolare posta verticalmente sulla sua sommità: essa, contrariamente a quanto tramandato dal popolo (interruzione volontaria dei lavori), è stata utilizzata in passato per l'appoggio di tacheometro e/o teodolite (vedi queste voci) per rilievi geodetici e topografici. Comunque, ancora oggi corre una voce che è stata tramandata negli anni da padre in figlio: la decisione di non completare il campanile è stata presa dai capimastri per le difficoltà incontrate durante il suo innalzamento.
Per quanto riguarda la piazza antistante la basilica, ricordiamo l'obelisco con la statua di San Vito Martire: di semplice forma ottagonale, fu costruito da artigiani locali per ringraziare il Santo protettore per aver liberato la popolazione dal colera scoppiato nella seconda metà degli anni '60 dell'800. Alla sommità di questo obelisco è stata appunto collocata la statua del Santo Patrono San Vito Martire che, munito di croce e palma, rivolge il suo sguardo verso il centro storico.
A sinistra dell'obelisco vi é un'antica colonna spezzata, nota per essere il punto in cui venivano stabiliti i contratti.
Alle spalle della basilica è presente una piccola piazza nella quale ritroviamo una cisterna dove un tempo confluivano le acque piovane raccolte dalla superficie del tetto della chiesa. Per la sua capacità, in passato questa cisterna fu molto apprezzata dalla popolazione sanvitese durante i periodi estivi di siccità.

## Interni
Gli interni della basilica sono caratterizzati da maestose colonne con decorazioni che riprendono il motivo delle venature del marmo; queste decorazioni sono verniciate a tinte forti (predomina il rosso scuro). Gli splendidi soffitti affrescati, inoltre, riprendono numerosi episodi delle Sacre Scritture,
Dentro la basilica è situato l'altare maggiore del 1777, con la balaustra di marmo policromo, allo stesso periodo risale la cassa d'organo. Risale al XVII secolo il coro in legno, all'interno del presbiterio, realizzato da intagliatori locali.
La basilica dispone in totale di 9 pale d'altare, e di altre 26 tele collocate in chiesa, sugli altari, in sagrestia e negli uffici parrocchiali. Tra queste ricordiamo: 
- L'Ultima Cena, del napoletano Paolo De Maio, 1777. Si trova nella cappella del Sacramento.
- Nascita della Vergine, attribuita al pittore sanvitese Fra Giacomo da San Vito, donata nel 1667 dal principe di San Vito dei Normanni Giuseppe Marchese. Si trova sulle pareti laterali del presbiterio.
- Santa Maria della Vittoria (cm 450 x 300), dipinto di scuola veneziana, donata dal notaio A. Recchia prima del 1610. Si trova nella parte absidale: questo dipinto significativo proviene dalla scuola del Tiziano e rappresenta in alto la Vergine con Bambino circondata da angeli e santi, tra i quali si notano S. Francesco, S. Antonio, S. Lorenzo. Al centro il mare del golfo di Lepanto e le navi della battaglia. In basso e in primo piano il pontefice Pio V con sovrani e comandanti. Tra questi ultimi figura anche Ruggiero Danusci, che ha guidato il gruppo di sanvitesi nella battaglia.

Vi sono anche delle statue:
- San Vito Martire in bronzo
- La serie dei Misteri con il Crocifisso e il Cristo Morto in legno, esposte durante la settimana santa.

Ricordiamo infine i 9 reliquiari, tra i quali figura anche quello della reliquia di S. Pio da Pietrelcina (un fazzoletto intriso col sangue delle stimmate del Santo francescano), posto in una teca a sinistra dell'altare maggiore.